# Grand Prix Jef Scherens 2003
La 37e édition du Grand Prix Jef Scherens a eu lieu le 7 septembre 2003. Elle a été remportée par le Norvégien Thor Hushovd.

## Classement final
Thor Hushovd remporte la course en parcourant les 145 km en 4 h 6 min 0 s à la vitesse moyenne de 44,707 km/h ; 145 coureurs ont pris le départ.
| Classement final | Classement final | Classement final | Classement final        | Classement final |
|                  | Coureur          | Pays             | Équipe                  | Temps            |
| ---------------- | ---------------- | ---------------- | ----------------------- | ---------------- |
| 1er              | Thor Hushovd     | Norvège          | Crédit agricole         | en 4 h 6 min 0 s |
| 2e               | Roger Hammond    | Royaume-Uni      | Palmans-Collstrop       | m.t              |
| 3e               | Niko Eeckhout    | Belgique         | Lotto-Domo              | m.t              |
| 4e               | Ludovic Capelle  | Belgique         | Landbouwkrediet-Colnago | m.t              |
| 5e               | Michael Skelde   | Danemark         | Fakta                   | m.t              |
| 6e               | Frank Høj        | Danemark         | Fakta                   | m.t              |
| 7e               | Mark Renshaw     | Australie        | United Water Australia  | m.t              |
| 8e               | Jimmy Casper     | France           | La Française des Jeux   | m.t              |
| 9e               | Jan Kuyckx       | Belgique         | Vlaanderen-T-Interim    | m.t              |
| 10e              | Fabien De Waele  | Belgique         | Palmans-Collstrop       | m.t              |
| modifier         |                  |                  |                         |                  |